# Hoya soidaoensis
Hoya soidaoensis är en oleanderväxtart som beskrevs av Kidyoo. Hoya soidaoensis ingår i släktet Hoya och familjen oleanderväxter. Inga underarter finns listade i Catalogue of Life.